# Territori de les Terres i Protectorats del Txad
El Territori de les Terres i Protectorats del Txad fou el nom donat per les autoritats franceses als seus dominis al que avui dia és el Txad. Després dels primers reconeixements encarregats per Émile Gentil, va quedar constituït el setembre de 1900 i va durar fins al 5 de juliol de 1902, agafant aleshores el nom de Circumscripció de les Terres i Protectorats del Txad fins al 29 de desembre de 1903. Donat la conflictivitat de la regió, i la resistència trobada, fou considerat un territori militar i el nombre de 1903 fou convertit en el Territori Militar del Txad (a vegades anomenat simplement Territori del Txad).

## Comissionats
- Émile Gentil 29 de maig de 1900 - 2 de juliol de 1902
- Félix Robillot (suplent de Gentil) 25 d'agost de 1900 - 8 de març de 1901
- Georges Matthieu Destenave (suplent de Gentil) 8 de març de 1901 – 15 de juliol de 1902

## Administradors
- Victor Emmanuel Étienne Largeau 8 d'agost de 1902 – 19 d'octubre de 1902
- Alfred Fourneau 19 d'octubre de 1902 - novembre de 1903

## Comandants militars
- Victor Emmanuel Étienne Largeau novembre de 1903 – 17 de juliol de 1904
- Henri Joseph Eugène Gouraud 17 de juliol de 1904 - 11 d'agost de 1906